# Sophis
Misys Sophis, anciennement Sophis, est une entreprise irlandaise qui fournit des logiciels intégrés pour le secteur financier.

## Histoire
Fondée à Dublin en 1985 par Hervé Vinciguerra, elle est dirigée par Pascal Xatart.
En 2010, l'entreprise est rachetée par l'un de ses concurrents Misys pour 435 millions d'euros,. Lors de cette opération, le chiffre d'affaires de 74 millions d'euros est évoqué.